# Guerras de los Balcanes
Las guerras de los Balcanes fueron dos guerras ocurridas en el sureste de Europa de 1912 a 1913. La primera enfrentó al Imperio otomano con la llamada Liga de los Balcanes formada por Bulgaria, Montenegro, Grecia y Serbia. Las pequeñas naciones balcánicas lograron expulsar a los otomanos de casi todo el territorio de la península, pero no pudieron evitar enfrentarse entre sí por el reparto de las tierras que les habían arrebatado, lo que originó la segunda guerra de los Balcanes. El Tratado de Bucarest puso fin a las guerras, pero dejó la zona en un equilibrio inestable, debido al deseo de los derrotados búlgaros de tomarse la revancha en cuanto surgiese la oportunidad. Las contiendas tampoco saciaron los apetitos de los nacionalistas griegos y serbios, que seguían deseosos de ampliar sus Estados a costa de otomanos y austrohúngaros, respectivamente.

## Antes de la guerra
La conquista de la península balcánica por los otomanos, completada a finales del siglo XV, marcó el comienzo de una etapa fundamentalmente pacífica en la región. La extensión del nacionalismo surgido en la Europa occidental a finales del siglo XVIII y principios del XIX fue el germen de nuevos conflictos. Los grupos balcánicos trataron de aplicar el concepto de Estado-nación y para ello quisieron eliminar el poder turco de la península. Si bien los primeros esfuerzos se dirigieron contra los otomanos, las distintas nacionalidades acabaron por enfrentarse entre sí a causa de las incompatibles ansias territoriales. Las grandes potencias, en especial las colindantes (Rusia y Austria-Hungría) trataron de influir en la evolución de la situación política peninsular en su propio beneficio. El principal instrumento para ello fue el Tratado de Berlín de 1878, que reflejaba los cambios en la región hasta principios del siglo XX. Como consecuencia del tratado y de la incapacidad de las pequeñas naciones balcánicas de imponer sus deseos de extensión territorial a las grandes potencias, aquellas buscaron la colaboración de Rusia y de Austria-Hungría.
A finales del siglo XIX y principios del XX, una serie de organizaciones públicas y privadas de los países limítrofes intentaron atraerse a la población cristiana macedonia mediante la financiación de escuelas, iglesias, sociedades culturales y bandas armadas. El objetivo era que los macedonios optasen, de grado o por fuerza, por una de las nacionalidades que se disputaban la región. Los principales adversarios fueron los nacionalistas griegos y búlgaros.
La toma del poder por los Jóvenes Turcos en julio de 1908 supuso el principio del fin del acuerdo entre las potencias, inquietas por la posibilidad del resurgimiento del poderío otomano respecto de la situación balcánica. El suceso desencadenó una serie de reacciones en la zona: los búlgaros proclamaron su independencia (el 5 de octubre, aunque se conmemora el 22 de septiembre); el 6 de octubre, los austrohúngaros anunciaron la anexión de Bosnia-Herzegovina para disgusto de Serbia, que deseaba adueñarse de la región. La crisis bosnia puso fin al acuerdo austro-ruso sobre los Balcanes y tensó las relaciones entre Viena y Belgrado.

## Causas
En el año 1878, los otomanos perdieron el control sobre Tesalia, Bosnia y Herzegovina, Novi Pazar, el noroeste y el noreste de Montenegro, Rumelia y Dobruya. Tras la derrota diplomática rusa en la crisis bosnia de 1908, esta trató de recuperar su influencia en los Balcanes, induciendo a los países de la península a asociarse bajo su supervisión. En 1911, llegó también a un acuerdo con Italia para cooperar con ella en la región. El mismo año, la derrota del Imperio otomano ante la misma Italia en la guerra ítalo-turca, que le permitió a esta anexionarse Libia, y la continua inestabilidad en el Imperio hicieron que los países balcánicos viesen como inminente la partición de Macedonia. La debilidad otomana permitió a los Estados balcánicos arrumbar temporalmente sus diferencias y coaligarse para atacar al imperio.
A pesar de su rivalidad por controlar Macedonia y erigirse como la potencia principal de los Balcanes, Bulgaria y Serbia lograron alcanzar un acuerdo el 13 de marzo de 1912 de defensa mutua y contrario a la repartición de territorio otomano por otros países. Los anexos secretos del acuerdo trataban sobre la división de Macedonia entre los dos países, dejando la futura frontera entre ambos extremadamente vaga: Serbia se anexionaría los territorios al norte de los montes Šar, Bulgaria aquellos al este del Struma y de las montañas Ródope. El resto de Macedonia quedaba sin asignar, aunque Serbia se comprometía a no exigir los territorios más allá de la línea Kriva Palanka-Veles-Ohrid, sin ocupar ninguna de las dos últimas poblaciones. El resto podría dividirse entre Bulgaria y Grecia. Ambos países se comprometían a enviar cien mil soldados al frente de Macedonia, suministrando Serbia un total de ciento cincuenta mil y Bulgaria doscientos mil soldados.
Más tarde, Bulgaria llegó a un acuerdo más limitado con Grecia. Esta se negó a aceptar una Macedonia autónoma y reclamó, como Bulgaria, el puerto de Salónica. Así, el acuerdo con Grecia fue puramente defensivo, dadas las grandes diferencias entre las dos naciones.
A continuación, Serbia y Bulgaria comenzaron las negociaciones con Montenegro, que debía provocar al Imperio otomano para lograr el estallido de las hostilidades. Rusia, consciente de que su alianza para frenar el poderío del Imperio austrohúngaro se había convertido en un pacto para atacar al Imperio otomano, trató de frenarla mediante diplomacia, para lo que contaba con el acuerdo de Austria-Hungría. El 8 de octubre de 1912, estas dos potencias advirtieron a los países balcánicos que los posibles cambios territoriales en la península no serían reconocidos por las grandes potencias, pero ese mismo día Montenegro desencadenó un ataque contra los otomanos, apoyado inmediatamente por el resto de sus aliados.

## Primera guerra

Situación militar en abril de 1913, en vísperas de la firma del Tratado de Londres.

En octubre, los coaligados invadieron el Imperio otomano, justificando su acción como una liberación de la población cristiana de los desmanes imperiales. Las operaciones contra los otomanos se desarrollaron sin grandes problemas: los ejércitos coaligados contaban con setecientos mil hombres frente a los trescientos veinte mil otomanos, y la flota griega bloqueaba la península, impidiendo la llegada de refuerzos otomanos.
Mientras los búlgaros se concentraban en atacar hacia Constantinopla y sitiaban Edirne con refuerzos serbios, los griegos ocuparon Salónica el 8 de noviembre de 1912, a donde los búlgaros llegaron el día siguiente. En Macedonia los serbios se apoderaron de poblaciones más allá de la línea de máxima expansión acordada con los búlgaros, haciéndose con Prilep, Bitola y Ocrida. En el oeste, Serbia, decidida a lograr un puerto en el mar Adriático, avanzó hacia Dirraquio, a pesar de ser el territorio de mayoría albanesa, y cercó Escútari con ayuda de Montenegro. En el suroeste, Grecia atacó Ioánina. Entre octubre y diciembre, los coaligados expulsaron al enemigo de casi todo el territorio europeo en litigio.
A comienzos de 1913, las posiciones otomanas en la península se limitaban a cuatro ciudades cercadas: Estambul, Edirne, Escútari y Ioánina. Las grandes potencias intervinieron entonces para decidir la asignación de territorios mediante la imposición en mayo del Tratado de Londres, que asignaba Edirne a Bulgaria, Creta a Grecia y creó Albania gracias a la insistencia de Italia y Austria-Hungría, que no deseaban que Serbia contase con salida al Adriático. Esta y Grecia, habiendo perdido los territorios albaneses ocupados en el conflicto, decidieron resarcirse en otro territorio. La victoria no había resuelto el problema del reparto de territorios entre los coaligados balcánicos.

## Segunda guerra

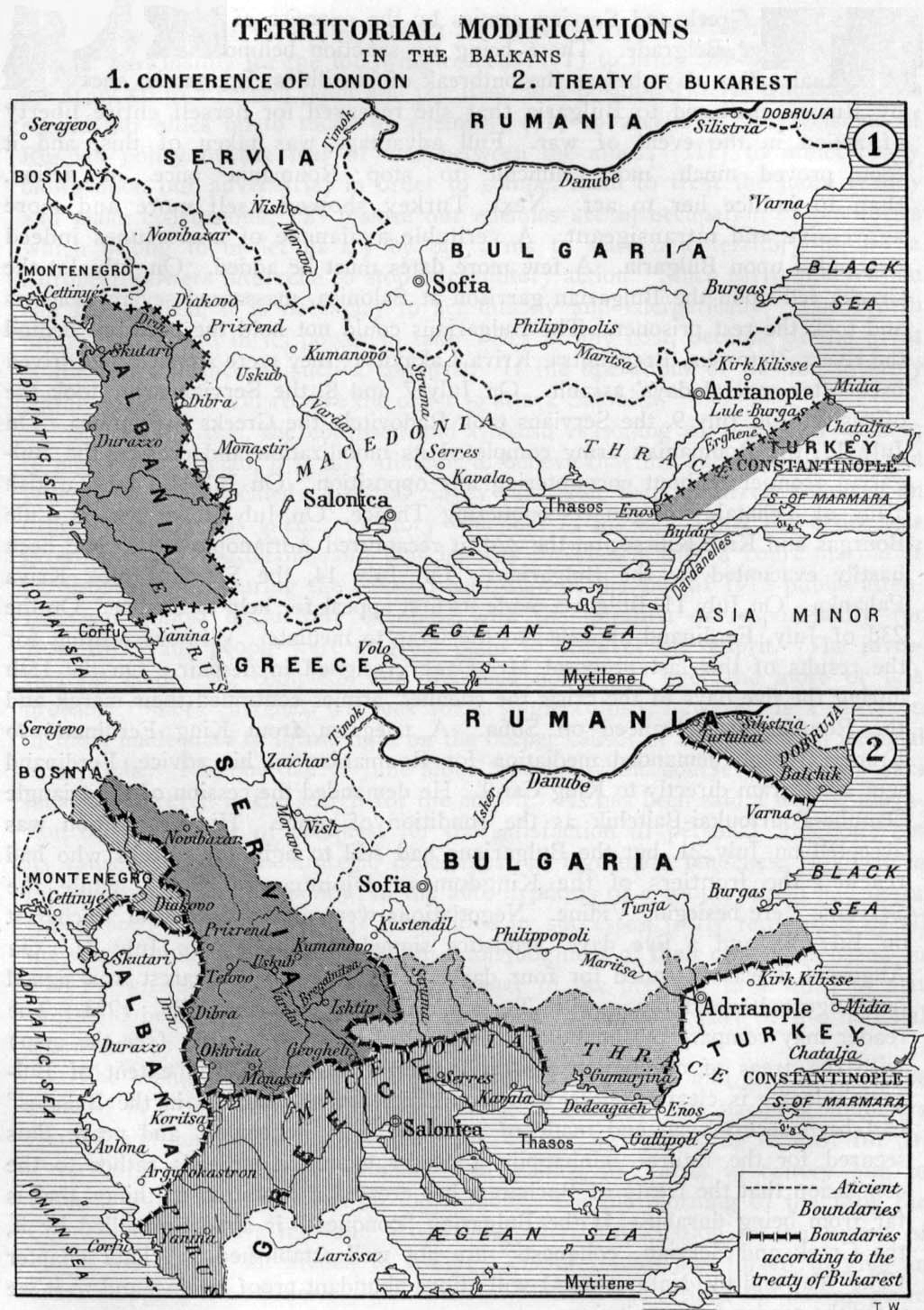
Balkan Wars Boundaries.

Serbia exigió entonces a Bulgaria que no se expandiera más allá de lo acordado, alegando que había llevado el peso de los combates en Macedonia y había perdido su salida al mar, temiendo en realidad el poder de la nueva Bulgaria, que había logrado una salida al mar Egeo y grandes territorios en Macedonia. Grecia, a su vez, no deseaba una Bulgaria poderosa a escasos kilómetros de Salónica. Ante la tensión creciente entre los antiguos aliados, Serbia y Grecia llegaron a un pacto secreto por el que se dividían Macedonia al oeste del río Vardar, quedando el territorio al este del río para Bulgaria. Pronto Montenegro y Rumania, que anhelaba tomar el sur de la Dobruya, se unieron al acuerdo. El Imperio otomano comenzó a tratar también con los nuevos aliados.
Mientras, Bulgaria se encontraba cada vez más aislada: tras su rechazo a la mediación rusa, perdió el respaldo de esta, que apoyaba las pretensiones serbias, mientras los austrohúngaros trataban con Grecia y Rumania. Creyendo en su superioridad militar, Bulgaria atacó a Serbia y Grecia el 29 de junio de 1913. Los aliados de estas entraron pronto en el conflicto y el 31 de julio de 1913 Bulgaria se vio obligada a firmar el armisticio, reconociendo su derrota.
Este segundo conflicto conllevó grandes pérdidas territoriales para Bulgaria, que tuvo que entregar el sur de Dobruya, concedido a Rumania, y casi toda Macedonia a excepción de los territorios que rodeaban Strumica, aunque mantuvo su acceso al Egeo a través de una franja de ciento veinte kilómetros y el puerto de Dedeagatch. Serbia obtuvo casi todo el norte de Macedonia, el Imperio otomano recuperó Edirne y la Tracia oriental, mientras que Grecia recibió Epiro con Janina y se extendió unos setenta y cinco kilómetros al norte y este de Salónica. Montenegro y Serbia se repartieron el Sanjacado y se creó Albania.

## Consecuencias
Las guerras supusieron la expulsión definitiva del Imperio otomano de la península de los Balcanes salvo en el extremo oriental de Tracia, el establecimiento de fronteras casi definitivas que perduraron salvo breves intervalos durante las guerras mundiales y el nacimiento de Albania como Estado independiente. No resolvieron, sin embargo, las disputas territoriales entre los países balcánicos; Bulgaria mantuvo sus deseos de alcanzar las fronteras del Tratado de San Stefano, mientras que los territorios de Macedonia, Tracia y Dobruya continuaron disputados entre los países de la zona. Macedonia quedó dividida entre Serbia (luego Yugoslavia), Bulgaria y Grecia. Las contiendas fueron un hito en la transformación de la región de una zona de imperios multinacionales a una región dominada por Estados-nación.
Bulgaria sufrió importantes bajas en las dos guerras: sesenta y seis mil muertos y ciento diez mil heridos de una población de poco más de tres millones. Un 18 % de los soldados movilizados en las dos contiendas de 1912-1913 perdieron la vida.
Según los datos oficiales griegos, el Ejército heleno perdió en las dos guerras 2373 soldados caídos en combate, tuvo 9295 heridos y otros 1558 soldados perecieron a causa de las epidemias. A cambio, el Estado griego aumentó un 67,6 % en población y un 63,6 % en territorio.
Montenegro creció un 100 % en población y un 61,2 % en territorio.
Serbia casi dobló su territorio (pasó de tener 48 300 km² a 87 300 km²) y aumentó notablemente su población (creció de los 2,9 millones a los 4,4). Pero las consecuencias también fueron graves, pese a la obtención de nuevos territorios. La movilización de cuatrocientos mil soldados durante unos diez meses costó al Estado tres veces el presupuesto de 1912 o cuatro veces el de 1911, por lo que en 1914 el país quedó sumido en una grave crisis económica. El reclutamiento también había perjudicado el rendimiento de las cosechas de 1912 y 1913 al privar al campo de parte de la mano de obra, lo que causó inflación en los precios de los alimentos y hambruna en algunas comarcas. La reducción de la producción agrícola en un país predominantemente rural menguó asimismo los ingresos del fisco. La contienda causó además gran número de muertos y heridos y consumió gran parte del armamento disponible, lo que dejó al Ejército en malas condiciones para librar la siguiente guerra. En las dos contiendas, el Ejército había tenido 36 500 muertos —16 300 de ellos por enfermedades, no en combate— y 55 000 heridos graves, muchos de los cuales acabaron impedidos de por vida. Se calcula que el Ejército perdió algo más de un cuarto de sus hombres (unos noventa y un mil) y otros tres mil hombres cayeron en los combates en Albania y en los territorios conquistados.

Para el Imperio otomano, estas guerras supusieron un gran descalabro: el país perdió el 80 % de sus territorios europeos y cuatro millones de habitantes, un 16 % de la población total del imperio. Unos cuatrocientos mil refugiados abandonaron los territorios perdidos y se asentaron en lo que quedaba del imperio. La Liga incendió el 80 % de los pueblos considerados musulmanes, para evitar que la población regresase a sus hogares. Unos 600 000 de los 2 315 000 musulmanes de las provincias europeas perecieron de las penalidades y enfermedades asociadas a las dos guerras. Militarmente, también resultaron muy costosas: el Ejército perdió catorce de sus cuarenta y tres divisiones y la guarnición de Adrianópolis. Solo seis de las divisiones existentes antes de la guerra no participaron en los combates. Estos costaron más de doscientas cincuenta mil bajas a los otomanos y desbarataron la organización del Ejército. Tan solo en la primera guerra, los otomanos habían tenido ciento veinticinco mil muertos. Políticamente, las guerras acabaron con el otomanismo multicultural, agudizaron la posición islamista y turca del Comité de Unión y Progreso y facilitaron el trato brutal de las minorías en los restos del menguado imperio.
Se desconoce el número de civiles que perdieron la vida en la contienda. Se calcula, sin embargo, que entre el 5 % y el 15 % de la población cristiana de los valiatos occidentales de Manastir, Salónica y Kosovo abandonaron sus hogares. Las cifras para la población musulmana de la región se cree que son similares. Se calcula que unos cuatrocientos mil tuvieron que marchar de la región. En Tracia, tanto búlgaros como otomanos cometieron desmanes contra la población civil, los primeros fundamentalmente en el curso de la primera guerra balcánica y los segundos, tras la segunda en que recuperaron parte de la región. Pese a los movimientos de población, los países pasaron a contener importantes minorías como consecuencia de la conquista de nuevos territorios. La debilidad administrativa de los Estados balcánicos hizo que en los nuevos territorios se perpetuase el poderío de las bandas armadas, que en ocasiones sustituía a la administración pública y fomentaba el aumento de la criminalidad en general. Los países trataron asimismo de homogeneizar la población, eliminando a las minorías, que consideraban hostiles y amenazantes, bien mediante la asimilación o la expulsión.
Los contendientes se aprestaron además al intercambio forzoso de población. Otomanos y búlgaros acordaron intercambiar cincuenta mil personas de cada país en el tratado de paz bilateral del 29 de septiembre de 1913. Otomanos y griegos negociaban un pacto similar cuando estalló la Primera Guerra Mundial y puso fin temporalmente a las negociaciones. En la Tracia oriental, los otomanos procedieron a expulsar, de manera más o menos violenta, a la población de cultura búlgara y griega. Si en el censo de 1906-1907 había unos cien mil, en 1914 apenas quedaban dos mil quinientos.

## Conflictos
- Primera guerra de los Balcanes (octubre 1912-mayo 1913)
- Segunda guerra de los Balcanes (junio-julio de 1913)